# San Miguel Island

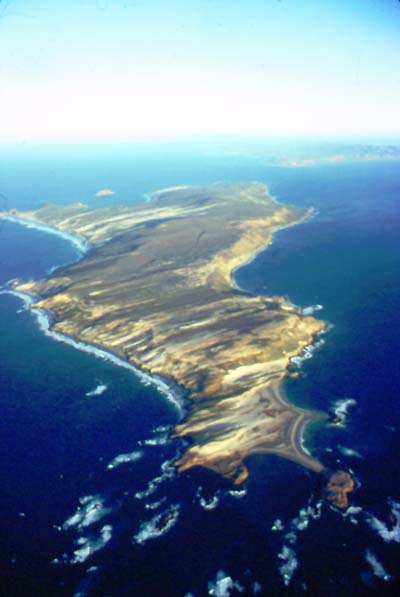
Luchtfoto

San Miguel Island is een 13 km lang en 6 km breed eiland, gelegen voor de westkust van Californië. Bestuurlijk valt het onder Santa Barbara County.
Het onbewoonde eiland is een van de Channel Islands in het Channel Islands National Park. Het hoogste punt is de 253 meter hoge San Miguel Hill.